# Alpnachstad
Alpnachstad ist ein Ortsteil der politischen Gemeinde Alpnach. Der Ort liegt direkt am Alpnachersee, einem Seitenarm des Vierwaldstättersees. Durch seine Lage war Alpnachstad bis 1889 ein Personen- und Güterumschlagplatz.

## Lage und Verkehr
Alpnachstad liegt im Kanton Obwalden am Alpnachersee und am Fusse des Berges Pilatus. Am See befinden sich eine Bootswerft, ein Campingplatz und eine Badi, südlich davon Sportanlagen mit Fussball- und Tennisplätzen. Weiter östlich mündet die Sarner Aa in den See. 
Der Ortsteil hat einen eigenen Schiffsanlegesteg der SGV sowie einen Bahnhof an der Brünigbahn mit Anschluss an die Regional- und S-Bahn-Züge nach Luzern. Seit 1889 liegt die Talstation der Pilatusbahn in Alpnachstad, wodurch die Ortschaft für den Tourismus der Zentralschweiz eine wichtige Rolle spielt.

## Geschichte
Lange hatten Einwohner von Alpnach die Fahrrechte für den Seetransport nach Luzern. Diese wurden ihnen vom Kloster St. Blasien  und vom Kloster Murbach gegen Bezahlung geliehen. Die Berechtigten organisierten den Verkehr genossenschaftlich, 1578 bauten sie in Alpnachstad eine Sust. 1784 wurde im Auftrag des Standes Obwalden eine neue Sust gebaut. 1851 probierten mehrere Dampfschiffgesellschaften des Vierwaldstättersees in die alten Fahrrechte einzubrechen, 1858 wurde ihnen ein beschränktes Fahrrecht eingeräumt und 1880 gegen Bezahlung das ganze Transportrecht. Aufgrund der Eröffnung der Brünigbahn wurde der Fährbetrieb ab Alpnachstad eingestellt, die Sust kurz darauf abgerissen. Am 4. Juni 1889 wurde die Pilatusbahn mit ihrer Talstation in Alpnachstad eröffnet, um das im Jahre 1860 eröffnete Hotel Bellevue auf dem Pilatus zu erschliessen.

Luftbild von 1962

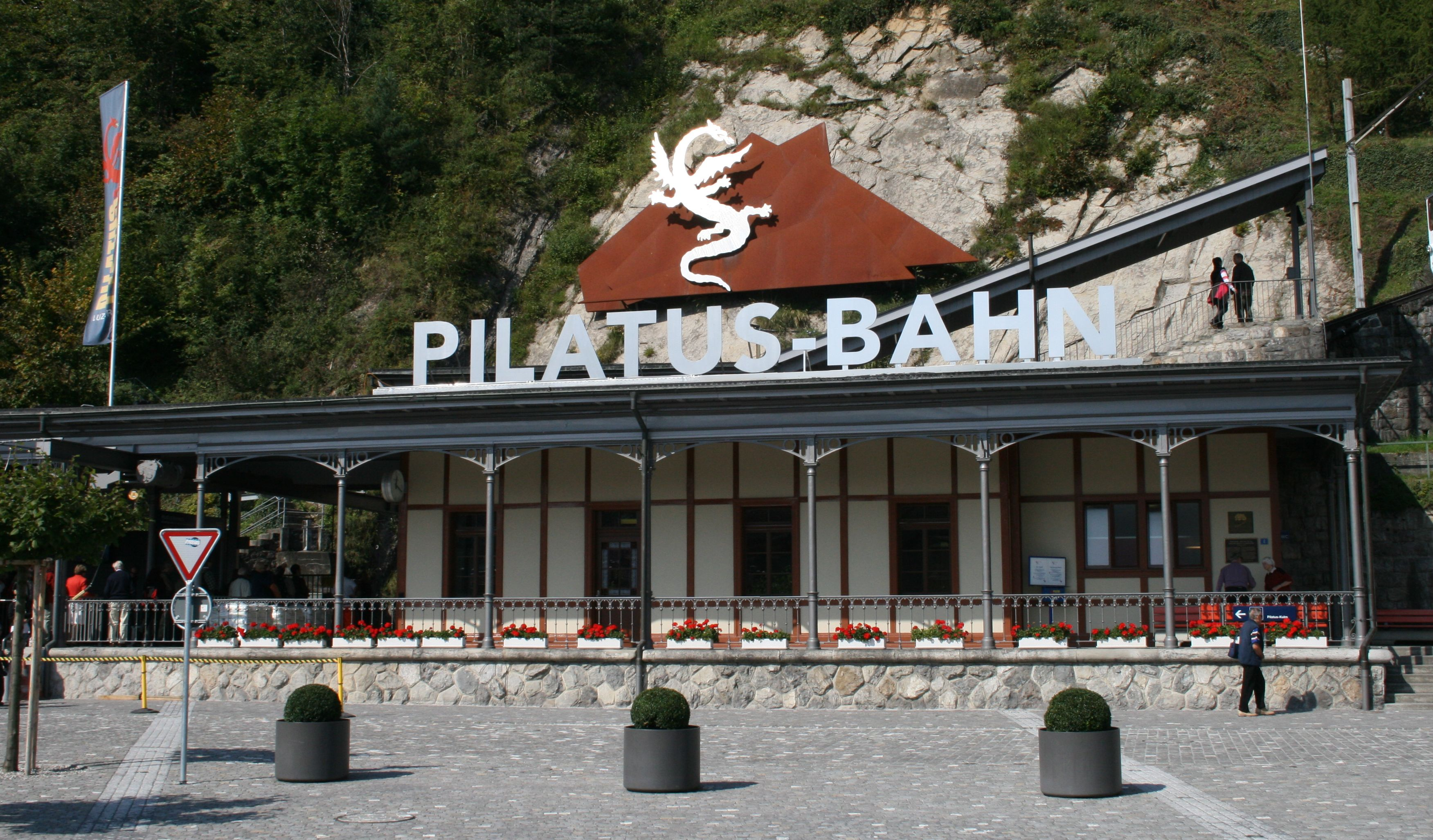
Talstation der Pilatusbahn nach der Neugestaltung des Vorplatzes 2010

Im Frühjahr 2010 wurde der Platz vor der Talstation der Pilatusbahn völlig neu gestaltet und ein Ticketpavillon neu gebaut.

## Majorenhaus
Nahe der Talstation der Pilatusbahn steht das «Majorenhaus» aus dem Jahr 1863, das als Kulturobjekt von regionaler Bedeutung seit 2001 unter Denkmalschutz steht. Sein Erbauer war Major Melchior Britschgi, der 1860 als Major im päpstlichen Schweizerregiment diente. Nach seiner Rückkehr wandte er sich der Hotellerie und dem Tourismus zu und war Mitinitiant der Pilatusbahn und des Kulm-Hotels.

## Sonstiges
Am 23. Oktober 2013 stürzte bei Alpnachstad am Lopper ein F/A-18 Kampfjet der Schweizer Luftwaffe bei einem Übungsflug ab. Der 38-jährige Berufspilot und ein 54-jähriger Passagier kamen dabei ums Leben.